# Folsomides teres
Folsomides teres är en urinsektsart som beskrevs av Christiansen och Bellinger 1980. Folsomides teres ingår i släktet Folsomides och familjen Isotomidae. Inga underarter finns listade i Catalogue of Life.